# Cooch Behar
Cooch Behar (o Koch Bihar) è una suddivisione dell'India, classificata come municipality, di 76.812 abitanti, capoluogo del distretto di Cooch Behar, nello stato federato del Bengala Occidentale. In base al numero di abitanti la città rientra nella classe II (da 50.000 a 99.999 persone).

## Geografia fisica
La città è situata a 26° 19' 0 N e 89° 25' 60 E e ha un'altitudine di 35 m s.l.m..

## Società

### Evoluzione demografica
Al censimento del 2001 la popolazione di Cooch Behar assommava a 76.812 persone, delle quali 38.942 maschi e 37.870 femmine. I bambini di età inferiore o uguale ai sei anni assommavano a 6.668, dei quali 3.378 maschi e 3.290 femmine. Infine, coloro che erano in grado di saper almeno leggere e scrivere erano 62.724, dei quali 33.381 maschi e 29.343 femmine.